# 타가르 문화
타가르 문화(Tagar culture)는 기원전 8세기에서 기원전 1세기까지 시베리아 남부(오늘날의 하카시아 공화국, 크라스노야르스크 지방 남부, 케메로보 주 동부)에서 번성한 청동기 시대 사카족 연관의 고고학적 문화이다. 문화의 이름은 미누신스크 건너편에 위치한 예니세이강 위의 섬 이름에서 유래했다. 이 문명은 고대 유라시아에서 가장 큰 청동 제련의 중심지였다.

## 같이 보기
- 타시티크 문화
- 스키타이
- 정령 (민족)